# Zielona fala

Zielona fala – zjawisko, zwykle celowe, skoordynowania kolejno występujących sygnalizacji świetlnych (zwykle trzy lub więcej), aby umożliwić przepływ ruchu w sposób ciągły przez kilka skrzyżowań w jednym głównym kierunku.
Każdy pojazd poruszający się na zielonej fali (z przybliżoną prędkością ustaloną przez inżynierów ruchu) zastanie progresywną kaskadę zielonych świateł, dzięki czemu nie będzie musiał zatrzymywać się na skrzyżowaniach. Pozwala to na większe obciążenie ruchem oraz zmniejsza hałas i zużycie energii (ponieważ potrzebne jest mniejsze przyspieszanie i hamowanie). W praktyce tylko grupa samochodów (zwana „plutonem”, której wielkość jest określona przez czasy sygnału) może korzystać z zielonej fali, zanim przedział czasowy zostanie przerwany, aby ustąpić miejsca innym potokom ruchu.
Koordynacja sygnałów odbywa się czasami dynamicznie, zgodnie z danymi z czujników o aktualnie istniejących przepływach ruchu – w innym przypadku odbywa się to statycznie, za pomocą liczników czasu. W pewnych okolicznościach zielone fale mogą się ze sobą przeplatać, ale zwiększa to ich złożoność i zmniejsza użyteczność, więc w konwencjonalnych konfiguracjach tylko drogi i kierunki o największym obciążeniu są traktowane preferencyjnie.
W 2011 roku w badaniu modelowano wdrażanie zielonych fal w nocy na ruchliwych przedmieściach Manchesteru (Chorlton-cum-Hardy) przy użyciu mikrosymulacji S-Paramics i modułu emisji AIRE. Wyniki pokazały, że konfiguracja sygnału zielonej fali w sieci może potencjalnie:

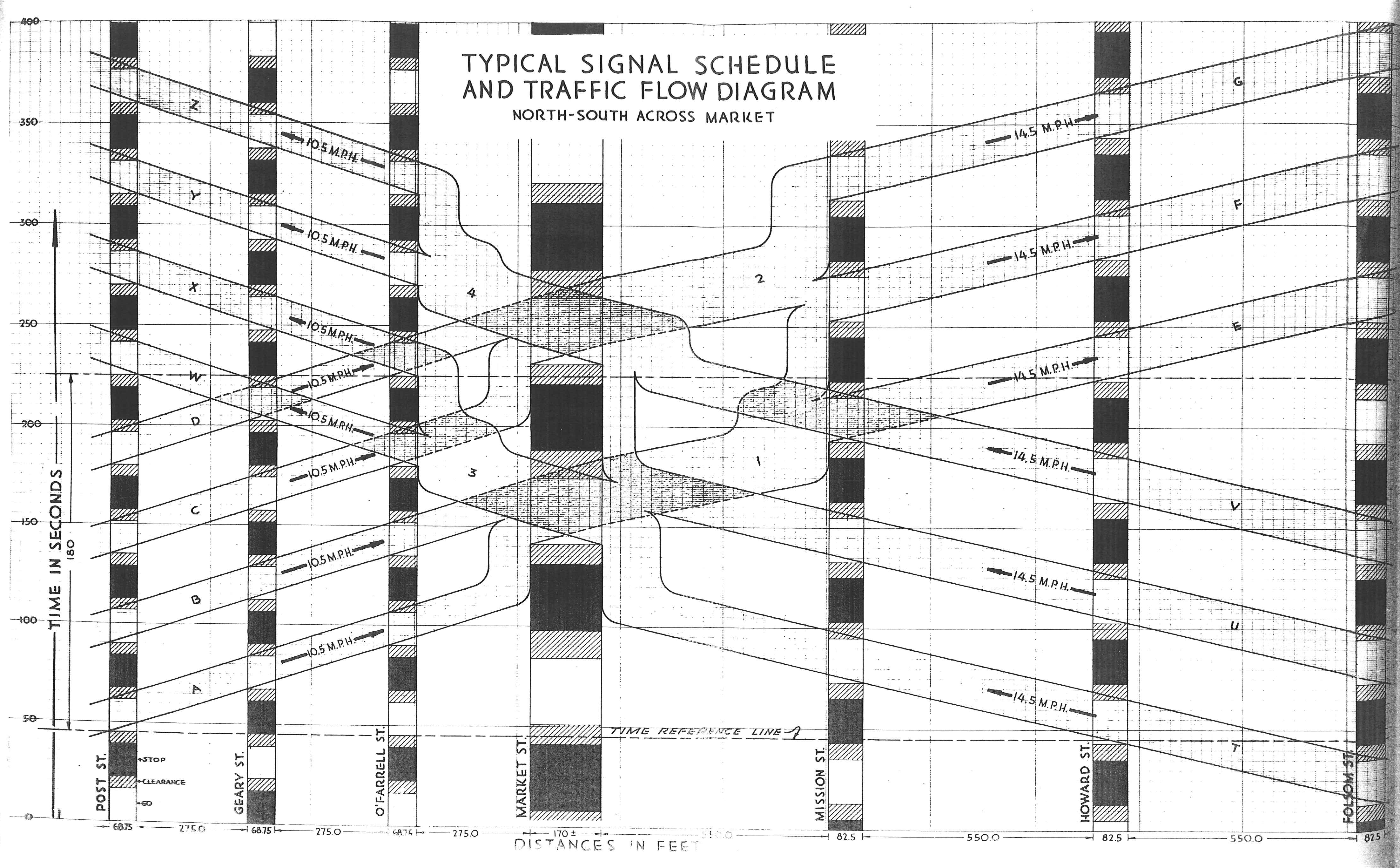
Typowy harmonogram sygnalizacji i schemat przepływu ruchu, północ-południe na całym rynku (1929) z harmonogramu synchronizacji sygnałów dla planu kontroli ruchu, 15 czerwca 1929 r. Próba „zielonej fali”: 8,5 mil na godzinę na rynku; dystrykt 50 vara: 10,5 mil na godzinę z północy na południe, 14,5 mil na godzinę ze wschodu na zachód; Dystrykt 100 vara: 14,5 mil na godzinę z północy na południe, 20,5 mil na godzinę ze wschodu na zachód.

- Ograniczyć emisję CO2, NOx i PM 10 z ruchu drogowego.
- Zmniejszyć zużycie paliwa pojazdów.
- Być użyta na drogach, które przecinają się z innymi zielonymi falami.
- Skrócić czas oczekiwania samochodów na bocznych drogach.
- Dać pieszym więcej czasu na przejście na skrzyżowaniach i ułatwić im przejście przez ulice, gdy pojazdy poruszają się w plutonach[5]
- Kontrolować prędkość ruchu na obszarach miejskich.
- Ograniczyć zużycie podzespołów pojazdów i pośrednie zużycie energii poprzez ich produkcję[6]

Zielona fala w obu kierunkach jest możliwa przy różnych zaleceniach prędkości dla każdego kierunku; Ruch z jednego kierunku może dotrzeć do sygnalizacji świetlnej szybciej niż z drugiego kierunku, jeśli odległość od poprzedniej sygnalizacji świetlnej nie jest matematycznie wielokrotnością przeciwnego kierunku. Droga dwujezdniowa może być odpowiednia dla zielonych fal w obu kierunkach, jeśli w pasie centralnym jest wystarczająco dużo miejsca, aby umożliwić pieszym oczekiwanie i oddzielenie etapów przejścia dla pieszych po każdej stronie drogi.
Zielone fale są czasami wykorzystywane do ułatwienia ruchu rowerowego. Rozwiązanie takie występuje w Kopenhadze, Amsterdamie, San Francisco, aby zapewnić płynny ruch rowerzystów. Na Valencia Street w San Francisco sygnały zostały zmienione na początku 2009 r., tak by zapewnić zieloną falę dla rowerzystów w obu kierunkach. W Kopenhadze zielona fala na arterii Nørrebrogade ułatwia ruch dla 30 000 rowerzystów i utrzymanie stałej prędkości 19,3 km/h przez 2,5 kilometra. W Amsterdamie rowerzyści jadą bez zatrzymania z prędkością od 15 do 18 km/h. W Wiedniu na odcinku ścieżki rowerowej na Lassellestrasse w 2. dzielnicy znajduje się wyświetlacz informujący rowerzystów o ich prędkości oraz prędkości, jaką muszą utrzymać, aby przejechać na następnym zielonym świetle.
W Frederiksberg (część Kopenhagi) wprowadzono zieloną falę dla pojazdów ratunkowych w celu poprawy usług publicznych.
Niemcy wprowadziły znak drogowy – zielona fala w kółku  – informujący o możliwości skorzystania z zielonej fali przy przejeździe ze wskazaną na znaku prędkością. 